# Aromarad

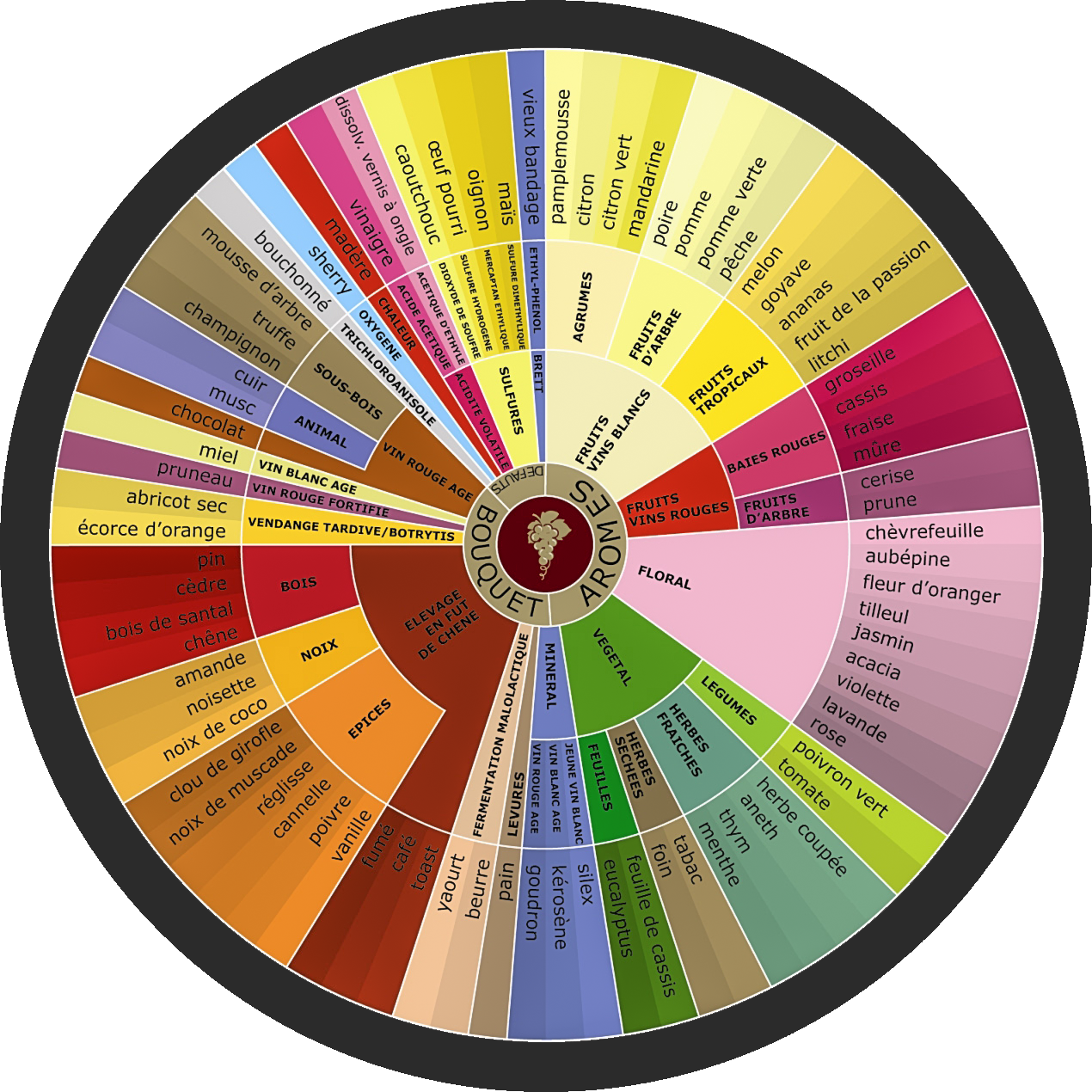
Aromarad des Weines

Das Aromarad ist ein standardisiertes System zur sensorischen Beschreibung von Aromen. Aromaräder gibt es in der Lebensmittelindustrie für verschiedene Nahrungs- und Genussmittel (z. B. Schokolade, Kaffee, Tee, Wein und Whisky).
Als Beispiel sei hier das Weinaromarad vorgestellt. Dieses wurde Mitte der 1980er-Jahre von der Universität von Kalifornien im Fachbereich Önologie und Weinbau entwickelt.
Das deutsche Weinaromarad besteht aus drei konzentrischen Kreisen:
- Der innerste Kreis unterteilt sich in 8 grobe Geruchsklassen (floral, mikrobiologisch, chemisch, erdig, balsamisch, vegetabil, würzig, fruchtig)
- der mittlere Kreis besitzt 25 Unterteilungen die die 8 inneren feiner untergliedern (floral-Blumen, Blüten; mikrobiologisch-animalisch, laktisch, Hefe; chemisch-Säure, Chemie, Schwefel; erdig-Mineralien, Feuchtigkeit; balsamisch-Röstaromen, Hölzer, Edelhölzer, Fette, Nüsse; vegetabil-Blätterpflanzen, Trockenpflanzen, Gemüse; würzig-Kräuter, Gewürze; fruchtig-Zitrusfrüchte, Beeren, Obst, Tropenfrüchte, Dörrfrüchte)
- der äußere Kreis umfasst 119 Aromen, die auf die jeweils inneren Kreise aufsetzen (z. B.: würzig-Kräuter-geschnittenes Gras, Eukalyptus, Minze, Melisse)

Damit kann sich der Nutzer von innen, also von der übergeordneten Klassifizierung, bis ganz nach außen in der Beschreibung verfeinern. Auf diese Weise kommt die „Weinsprache“ zustande.
Es gibt unterschiedliche Weinaromaräder für Weiß- und Rotwein.
Aromaräder für Kaffee gibt es in englischer Sprache (Flavour Wheel der SCAA) und in deutscher Sprache (Aromarad der Berlin School of Coffee). Die Aromen werden dabei unterteilt nach der Art der Rezeption in gustatorische und retronasale Aromen. Das Aromenrad gruppiert die Aromen in enzymatische (während der Entwicklung der Kaffeekirsche am Strauch entstandene), Karamelisierungs~ (engl. sugar browning) und Trockendestilations~ (während bzw. infolge des Röstprozesses der Kaffeebohne entstandene) Aromen. Dabei gehören Trockendestillationsaromen wiederum in die Gruppe der Fehlaromen. Fehlaromen werden gruppiert nach der Ursache ihrer Entstehung (unzureichende oder falsche Röstung, Fehler bei der Ernte und Aufbereitung der Kaffeekirsche, Fehler bei der Lagerung des Rohkaffees).